# Ify Lajos
Ify Lajos O.Praem. (1893. november 16., Keszthely – 1967. szeptember 19., Szent György-hegy) plébános.

## Élete
1893. november 16-án született Keszthelyen, majd 18-án keresztelték meg. Édesapja Ifi József kovácsmester, édesanyja Szalai Rozália háztartásbeli. Három idősebb testvére még csecsemőkorában meghalt, egyedül Mária nővére élte meg a felnőttkort.
Gimnáziumi tanulmányait a pécsi Ciszterci Főgimnáziumban végezte, ott érettségizett 1913-ban.
Kiváló zenei képzésben részesült, kitűnő hangszerszakértő, orgona- és harmóniumépítő is volt.
A pécsi szeminárium elvégzése után 1917. május 26-án szentelték pappá. Első miséjét az irgalmas nővérek keszthelyi zárdájának kápolnájában mutatta be. Előbb Nagynyárádon segédlelkész, majd a következő évben Villányban, ezt követően Kárászon tevékenykedett. 1920 elején már Fonyódon működött, mint a létesítendő fonyódi katolikus plébánia lelkésze. Ripka Ferenccel együtt meghatározó szerepe volt a fonyódi római katolikus plébánia létesítésében.
Híveivel együtt dolgozott a katolikus kápolna templommá bővítésén 1920-21-ben, majd 1922-ben elkészült a plébánialak is. 1935-ben neki köszönhetően telepedtek meg Fonyódon a Miasszonyunkról nevezett Szegény Iskolanővérek, akik óvodát, elemi-, majd polgári iskolát hoztak létre.
Mindezek mellett négy egyházközség alakítása és 5 kápolna építése is a nevéhez fűződik. Cserkészeket táboroztatott, irodalmi esteket szervezett.
1948-ban megpróbálták beszervezni békepapnak, amit nem vállalt el. Ezért félre akarták állítani, ő azonban ezt nem várta meg és inkább maga mondott le; 1949. július 1-én nyugdíjazták. Ezt követően – premontrei szerzetes lévén – a rend rendházába költözött. A szerzetesrendek feloszlatásáat követően visszavonult családja Szent György hegyi birtokára, ahol az 50-es években önerőből felépítette az Ify-kápolnát. Itt vendégeket, zarándokokat fogadott, szentmiséket tartott.
Geológiai és régészeti kutatásokkal foglalkozik, harmóniumokat és faliórákat is készít. Gyűjteményében a tapolcai medence és Balaton menti vulkanikus hegyek geológiai képződményei láthatók.